# Lãng sử
Lãng sử (tiếng Trung: 浪史; bính âm: Làng Shǐ), được dịch sang tiếng Anh thành A History of Debauchery và một vài cái tên khác, là cuốn tiểu thuyết khiêu dâm được một văn nhân ẩn danh dùng bút danh sáng tác vào cuối thời Minh. Lãng sử có tổng cộng bốn mươi hồi, kể về cuộc phiêu lưu tình ái của một chàng tú tài trẻ gọi là Lãng Tử (浪子) khi anh ta quyến rũ, gian dâm cùng đám tình nhân cả nam lẫn nữ của mình. Sau khi "đạt được sự thỏa mãn tình dục tột đỉnh", Lãng Tử bay lên trời thành tiên. Từng được xem là một trong những cuốn tiểu thuyết khiêu dâm lâu đời nhất được xuất bản ở Trung Quốc, tác phẩm này liên tục bị triều đình cấm đoán hoặc kiểm duyệt kể từ khi ra mắt.

## Cốt truyện
Nhân vật chính trong Lãng sử họ Mai (梅), có tên kép là Tố Tiên (素先) và tên tự là Ngạn Khanh (彦卿), sống vào những năm Chí Trị thời Nguyên, là tú tài quê ở Tiền Đường vừa tròn tuổi mười tám đôi mươi, vì quen giao du chốn trăng hoa nên mọi người gọi anh chàng này là Lãng Tử (浪子). Phụ thân anh ta từng giữ chức quan Gián nghị đại phu vì đắc tội giới quyền quý trong triều nên bị cách chức đuổi về nhà, Gián nghị phu nhân từng nhận cháu gái Vương Tuấn Khanh (王俊卿) làm con gái riêng của mình. Vài năm sau, cả hai vợ chồng quan Gián nghị nối nhau qua đời, Lãng Tử và em gái Vương Tuấn Khanh sống chung một nhà kể từ đó.
Lãng Tử sau này ngoại tình với vợ của Vương Giám Sinh (王监生) là Lý Văn Phi (李文妃), lại còn gian dâm với góa phụ môn hạ nhà họ Lý là Triệu Đại Nương (赵大娘) và con gái của bà này là Diệu Nương (妙娘), có mối giao hảo với nô tỳ của Văn Phi là Xuân Kiều (春娇) và chị gái kết nghĩa của Văn Phi là Tố Thu (素秋), Vương Tuấn Khanh ở nhà thì gian dâm với sủng nam và nô bộc của Lãng Tử là Lục Châu (陆珠) rồi sau bỏ đi lấy chồng. Vương Giám Sinh không may lâm bệnh qua đời nên Lãng Tử bèn công khai lấy Văn Phi về làm vợ, vẫn sủng ái Lục Châu đến mức tên này ngang nhiên làm tình với Văn Phi giữa ban ngày ban mặt. Thế rồi có bạn thân của Lãng Tử hồi còn nhỏ tên là Thiết Mộc Đóa Lỗ (铁木朵鲁) hiện đang giữ chức quan Tư nông Hào Châu ở Hoài Tây gửi thư mời đến nhà chơi, Lãng Tử nhận được thư liền đi thăm bạn, Văn Phi và Lục Châu thấy thế lại càng dâm loạn nhiều hơn, ít lâu sau Lục Châu mắc bệnh lao qua đời. Lãng Tử vừa đặt chân đến Hào Châu thì liên tiếp gian dâm với vợ của Thiết Mộc là An Ca (安哥) cùng hai người thiếp là Nguyên Như (元如) và Anh Đào (樱桃). Sau đó, Thiết Mộc muốn lên núi tu luyện thuật Hoàng Lão bèn giao An Ca lại cho bạn mình trông nom, vì vậy mà Lãng Tử có cả hai người vợ là An Ca và Văn Phi.
Về sau Lãng Tử đậu khoa thi Hoàng Giáp, được triều đình ban tặng Tiến sĩ xuất thân nhưng anh ta không muốn ra làm quan, bèn cáo bệnh ở nhà, cưới bảy mỹ nhân mười một thê thiếp, sống sung sướng qua ngày đoạn tháng, tự xưng là tiên nhân. Bỗng một hôm, định trở về ẩn cư thì được gặp một vị tiên trong núi sâu, hóa ra đó chính là Thiết Mộc Đóa Lỗ, Thiết Mộc thành tựu viên mãn sắp bay lên trời, Lãng Tử chọn sống trên núi tự xưng là Thạch Hồ sơn chủ (石湖山主) và với người vợ thứ hai gọi là Thạch Hồ sơn quân (石湖山君). Sau cùng truyện kết thúc ở đoạn Lãng Tử bay lên trời thành tiên.

## Lịch sử xuất bản
Lãng sử do một nhà văn ẩn danh với bút danh Phong Nguyệt Hiên Hựu Huyền tử trước (風月軒又玄子著) viết vào cuối thời Thiên Khải. Một trong những đề cập sớm nhất về tác phẩm này là trong lời tựa của cuốn tiểu thuyết Thiên Hứa Trai phê điểm Bắc Tống tam Toại bình yêu truyện (天許齋批點北宋三遂平妖傳), đề năm 1620. Tác phẩm này "có lẽ" cũng được nhắc đến trong lời nói đầu của Tam Toại bình yêu truyện do Phùng Mộng Long mở rộng vào những năm Thiên Khải. Cùng với Kim Bình Mai (金瓶梅) và Tú tháp dã sử (繡榻野史), cả hai đều được viết vào cuối thời Minh, Lãng sử được cho là một trong những tiểu thuyết khiêu dâm lâu đời nhất được xuất bản ở Trung Quốc.

## Ý nghĩa và nhận định
Lãng sử kể về cuộc sống tục tĩu theo cách tự nhiên, và văn phong thô thiển. Đồng thời phản ánh cõi giới tinh thần trống rỗng và sự trụy lạc buồn tẻ của giới sĩ đại phu thời bấy giờ.
Cuncun Wu và Mark Stevenson lập luận rằng Lãng sử "đại diện cho sự phủ nhận hoàn toàn bất kỳ hình thức quan điểm đạo đức nào" và "thiếu cả một chút gợi ý về giáo huấn đạo đức hoặc sự ăn năn, và thay vào đó nhại lại các quy ước về đạo đức bằng cách đảo ngược lại chúng". Hơn nữa, họ cho rằng "trong lịch sử tiểu thuyết Trung Quốc, có rất ít tác phẩm có thể sánh ngang với Lãng sử ở chỗ... không có bất kỳ gợi ý nào về quan hệ nhân quả đạo đức."
Martin W. Huang viết rằng Lãng sử là một ví dụ về "tiểu thuyết khiêu dâm với tư cách là một thể loại mang khuynh hướng tội lỗi (điều đó) đôi khi dường như mang lại nhiều khả năng hơn để xem xét những sai lệch, đặc biệt là những sai lệch do phụ nữ phạm phải, với nhiều sự khoan dung hơn". Lấy ví dụ, Mai Tố Tiên thực hiện cử chỉ "nữ quyền" khi cho phép vợ mình là Lý Văn Phi quan hệ tình dục với gã nô bộc và người tình song tính Lục Châu của anh ta, vì cô ấy đã cho phép chồng mình giữ lại người thiếp yêu. Nhà phê bình đầu thời Thanh Lưu Đình Ky (劉廷璣) công kích cuốn tiểu thuyết này "độc hại",, trong khi Giovanni Vitiello chỉ trích tác phẩm "khá nghèo nàn về cốt truyện và văn phong lặp đi lặp lại".

### Trích dẫn
1. 1 2 3  Zhou 1994, tr. 198.
2. 1 2 3  Wong 2007, tr. 294.
3. ↑  “Forbidden Memories: Scrutiny & Objects of Evidence”. Stanford University. Truy cập ngày 1 tháng 6 năm 2021.
4. 1 2  Vitiello 1994, tr. 1994.
5. 1 2 3 4  Wu & Stevenson 2011, tr. 477.
6. 1 2 3 4  Huang 2020, tr. 130.
7. ↑  Huang 1998, tr. 177.
8. ↑  Huang 1998, tr. 176.
9. ↑  McMahon 1987, tr. 225.
10. ↑  Wong 2007, tr. 293.
11. ↑  Wu & Stevenson 2011, tr. 479.
12. 1 2  Wu & Stevenson 2011, tr. 480.
13. ↑  Wong 2007, tr. 285.
14. ↑  Vitiello 1994, tr. 32.